# باميلا بورتر
باميلا بورتر (بالإنجليزية: Pamela Porter)‏ (14 يوليو 1956، ألباكركي في الولايات المتحدة)؛ شاعرة، كاتِبة وروائية كندية.